# Haftanstalt Madaoua
Die Haftanstalt Madaoua (französisch Maison d’arrêt de Madaoua) ist ein Gefängnis in der Stadt Madaoua in Niger.

## Baubeschreibung und Geschichte
Die Haftanstalt befindet sich im Norden der Stadt Madaoua in der Region Tahoua. Sie ist auf eine Aufnahmekapazität von 150 Insassen ausgelegt. Es handelt sich um eine nicht spezialisierte Anstalt, in der generell Personen, die mit dem Gesetz in Konflikt geraten sind, inhaftiert werden.
Das Gefängnis besteht seit dem Jahr 1920. Es wurde von der damaligen Kolonialmacht Frankreich errichtet und ist eine der ältesten bestehenden Haftanstalten Nigers. Im Rahmen der Bekämpfung der COVID-19-Pandemie in Niger erließ Staatspräsident Mahamadou Issoufou am 30. März 2020 landesweit 1540 Gefangenen ihre restliche Haftstrafe, darunter 14 in der Haftanstalt Madaoua.